# Frederic Bartlett
Frederic Charles Bartlett, född 20 oktober 1886, död 30 september 1969, var en brittisk psykolog.
Bartlett var från 1932 professor i psykologi vid Cambridge University och från 1924 utgivare av British Journal of Psychology samt medutgivare av Mind. Bland Bartletts arbeten märks Psychology and primitive culture (1923), Textbook of experimental psychology (1925, tillsammans med Charles Samuel Myers), Psychology and the soldier (1927), Remembering. A study in experimental and social psychology (1932), The problem of noise (1934) och Political propaganda (1940). Tillsammans med Morris Ginsberg utgav han The study of society (1939). Bartlett utgav en självbiografi i A study of psychology in autobiography (1936).